# Río Saldaña
Río Saldaña är ett vattendrag i Colombia.   Det ligger i departementet Tolima, i den centrala delen av landet, 110 km sydväst om huvudstaden Bogotá.